# Иков, Андрей Константинович
Андрей Константинович Иков (23.08.1916 — 23.05.2001) — инженер сажевых заводов, лауреат Ленинской премии.
В качестве инженера-технолога Министерства химической промышленности СССР, НИИРП курировал импортные закупки сажи для резиновой промышленности.
Главный инженер проекта и главный технолог при строительстве сажевых заводов в Омске и в Барнауле.
С 1978 г. на пенсии.
Умер 23.05.2001 в Санкт-Петербурге.
Лауреат Ленинской премии 1963 года (в составе коллектива) — за разработку процесса и промышленной технологии получения печной активной высокодисперсной сажи ПМ-70 из жидких углеводородов.
Лауреат премии Совета Министров СССР 1978 года.
Жена (вторая?) — Либстер Ирина Александровна (24.11.1914—22.05.2005), дочь — Крученицкая (Икова) Елена Андреевна (23.01.1947).